# Человек тьмы
«Человек тьмы» (англ. Darkman) — супергеройский фильм 1990 года режиссёра Сэма Рэйми. Сценарий фильма с отсылками к фильмам ужасов 1930-х годов написал Сэм Рэйми. На основе фильма были созданы комиксы, игра и книги.
Фильм «Человек тьмы» иногда путают с сериалом «Найтмэн» («Человек ночи», «NightMan», 1997 год, реж. Ник Дэниел и Марк Джонс).

## Сюжет
Доктор Пейтон Уэстлейк разрабатывает новый тип синтетической кожи, чтобы помочь людям, получившим тяжёлые ожоги, но не может преодолеть препятствие. Созданная им кожа начинает разлагаться спустя 99 минут. Его подруга, адвокат Джули Гастингс, обнаруживает документ, доказывающий, что разработчик Луи Страк-младший подкупал членов комиссии по зонированию. Когда она сталкивается со Страком, он признается, показывая Джули, что он планирует создать новый город, создавая значительное количество новых рабочих мест. Он предупреждает Джули, что глава мафиози Роберт Дюрант тоже хочет получить этот документ. Поэтому Джули негласно оставляет его в лаборатории Уэстлейка.
В лаборатории Уэстлейк и его помощник Якатато проверяют кожу в темноте. Синтетическая кожа держится свыше 100 минут; Уэстлейк понимает, что кожа светочувствительна, и пытается решить эту проблему. Дюрант и его люди врываются в лабораторию и требуют отдать документ, о котором Уэстлейк ничего не знает. Они ищут документ, убивают Якатато и избивают Уэстлейка, жгут ему руки огнём и окунают лицом в кислоту. После нахождения документа они устраивают в лаборатории взрыв; это видит Джули. Взрыв выбрасывает ужасно обожжённого Уэстлейка через крышу в реку. Как неопознанного его доставляют в больницу и подвергают радикальному лечению, в том числе перерезают спиноталамический путь, от чего Уэстлейк перестаёт чувствовать физическую боль. Это также даёт ему повышенную силу и травмоустойчивость, но также мозг, лишённый сигналов находит выход в эмоциональной неустойчивости.
Считающийся мертвым, Уэстлейк восстанавливает свою лабораторию в разрушенном здании и начинает долгий процесс оцифровки, чтобы создать слепок своего оригинального лица. Уэстлейк использует лишнее время, чтобы отомстить Дюранту и его людям; он убивает приспешника Дюранта Рика, заставляя его раскрыть личности сообщников. Когда его лицевая маска завершена, Уэстлейк является Джули и убеждает её, что он был в коме, а не мёртв. Он упоминает, что он знает о встрече Джулии со Страком после его предполагаемой смерти; она отвечает, что Страк только утешал её. Сдерживая отвращение, Уэстлейк спрашивает, примет ли она его, независимо от его внешности.
Уэстлейк сеет раздор и смятение среди приспешников Дюранта. На свидании в луна-парке с Джули ссора с хозяином одного из аттракционов вынуждает Уэстлейка разозлиться, раскрывая Джулии, что с ним что-то не так. Он убегает, когда его лицо начинает таять, и она следует за ним, найдя выброшенную полуистлевшую маску; она звонит Пейтону и говорит, что она всё равно любит его. Джули говорит Страку, что больше не может видеть его, а затем находит украденный меморандум, из которого следует, что Страк всё время сотрудничал с Дюрантом. Она сообщает ему, что Уэстлейк всё ещё жив, но Страк говорит ей, пока у него есть меморандум, никакие обвинения не могут быть предъявлены. Когда Джули уходит, появляется Дюрант, которому велят захватить Джулию и убить Уэстлейка.
Дюрант перехватывает Джулию, похищая её, прежде чем напасть на логово Уэстлейка. Двое из его людей входят в лабораторию, чтобы найти и убить Уэстлейка, но тот их перехитрил, в итоге оба погибают. Дюрант бежит в вертолете, а Уэстлейк успевает повиснуть на тросе, который он цепляет к едущему под ними грузовику. Грузовик уезжает в тоннель и не сумевший отцепиться от него вертолёт с Дюрантом терпит крушение. Под видом Дюранта Уэстлейк встречается со Страком и пленницей Джули на вершине недостроенного здания. Однако Страк разоблачает Уэстлейка, сорвав с него маску Дюранта и показав Джули его изуродованное ожогами лицо, они сражаются; Уэстлейк в конце концов одерживает верх. Страк погибает, а Уэстлейк собирается уйти. Джули пытается убедить Уэстлейка, что он ещё может вернуться к своей старой жизни, но он говорит, что он тоже изменился внутри, и не может подвергать кого-либо его новой, порочной природе. Он убегает от Джулии, когда они выходят из лифта, натягивает маску и скрывается в толпе пешеходов. Когда Джулия безуспешно ищет его, Уэстлейк уже с новым искусственным лицом уходит прочь, за кадром его голос произносит: «Я все и никто, повсюду и нигде. Теперь меня зовут… Человек Тьмы».

## В ролях
- Лиам Нисон — Пейтон Уэстлейк / «Человек тьмы»
- Фрэнсис Макдорманд — Джули Хастингс
- Ларри Дрейк — Роберт Дюрант
- Колин Фрилз — Луи Страк-мл.
- Нельсон Машита — Якитито
- Джесси Лоуренс Фергюсон — Эдди Блэк
- Рафаэль Робледо — Руди Гузман
- Дэн Хикс — Скип
- Тед Рэйми — Рик (в титрах: Theodore Raimi)
- Дэн Белл — Смайли
- Николас Уорт — Поли
- Аарон Ластиг — Мартин Катц
- Арсенио Тринидад — Хунг Фат